# A-394
La A-394 es una carretera autonómica perteneciente a la red básica de carreteras de Andalucía. Une la actual carretera N-IV (Sevilla-Cádiz) a la altura de Puente Pájaras con la autovía autonómica A-92 (Sevilla-Almería) a la altura de Arahal (Sevilla), pasando por la localidad de Utrera (Sevilla).

## Lugares por los que pasa (de sur a norte)
- El Palmar de Troya (Sevilla)
- Don Pablo (Sevilla), donde cruza con la carretera autonómica A-376, con la que tiene un enlace
- Utrera (Sevilla)
.